# Ezra Asher Cook
Ezra Asher Cook (5 de noviembre de 1841-1910) fue un escritor y editor estadounidense conocido por sus opiniones antimasónicas. En 1867, fundó la National Christian Association (1867-1983) para combatir la influencia de las sociedades secretas, como la masonería y el Ku Klux Klan.

## Obras
- Ku Klux Klan secrets exposed: Attitude toward Jews, Catholics, foreigners, and Masons : fraudulent methods used : atrocities committed in name of order, 1922, Texto en línea en inglés
- Secret societies illustrated: Comprising the so-called secrets of freemasonry, adoptive masonry, revised Odd-fellowship, Good templarism, Temple of honor, ... industry, Knights of Pythias and the Grange
- Revised Knights of Pythias illustrated: Ritual for subordinate lodges of Knights of Pythias, adopted by the Supreme lodge, 1922
- Revised Knight Templarism illustrated: A full and complete illustrated ritual of the six degrees of the council and commandery, comprising the degrees ... with a sketch of their origin and character